# Cheilosia posjetica
Cheilosia posjetica är en tvåvingeart som beskrevs av Barkalov 1981. Cheilosia posjetica ingår i släktet örtblomflugor, och familjen blomflugor. Inga underarter finns listade i Catalogue of Life.